# Sebastian Herrmann (Schauspieler)
Sebastian Herrmann (* 27. Juni 1977 in Heidelberg) ist ein deutscher Schauspieler und Filmemacher.

## Leben
Sebastian Herrmann wurde in Heidelberg geboren, wuchs in Lüdenscheid auf und entdeckte früh seine Liebe zur Schauspielerei, sowie dem Medium Film. 1996 beendete er die Rudolf-Steiner-Schule Wuppertal mit dem Abitur und begann im selben Jahr das Schauspielstudium an der Hochschule für Musik und Theater Hamburg, welches er 2000 mit dem Schauspieldiplom erfolgreich abschloss.
Es folgte ein Engagement am Schauspiel Köln, wo er bis 2004 als festes Ensemblemitglied blieb. (Intendanten Günther Krämer (–2002) und Marc Günther (2002–2007)). Von 2010 bis 2014 war er Ensemblemitglied am Staatstheater Oldenburg. Schon während seiner Studienzeit sammelte Herrmann Dreherfahrungen bei Film- und Fernsehproduktionen.
Mit seinem ersten Kurzfilm Kleine Sünden gründete Sebastian Herrmann das Einzelunternehmen Padrone Film. Sein Spielfilmdebüt als Regisseur gab Herrmann 2005 mit Mimirsbrunnr, der 2006 mit dem Kamerapreis in New York ausgezeichnet wurde. Zehn Jahre später stellte Herrmann 2015 seinen zweiten Langfilm Die Abschaffung fertig.
Sebastian Herrmann war mit der Schauspielerin und Sängerin Sandra Maria Schöner verheiratet und hat mit ihr zwei Kinder.

## Filmografie und Engagements

### Filme / Fernsehen (Auswahl)
- 1997: Ein Mann wie eine Waffe
- 1997: St. Angela
- 1998: Die Rettungsflieger
- 1998: Delta Team: Auftrag geheim
- 1998: St. Pauli Nacht
- 1999: Die blauen und die grauen Tage
- 2000: Einmal Prinz zu sein
- 2000: Im Namen des Gesetzes
- 2000: Herzschlag: Das Ärzteteam Nord
- 2002: Kleine Sünden
- 2004: Alarm für Cobra 11
- 2006: Die Familienanwältin
- 2010: Toilet Stories
- 2015–2017, 2021: Rote Rosen
- 2015: In Gefahr
- 2016: Suspects
- 2021: Triff...
- 2021: Das Gold der Sachsen
- 2022: Polizeiruf 110 – Nur Gespenster
- 2022: Stralsund: Tote Träume
- 2022: Unschuldig: Der Fall Julia B.

### Engagements
- 1997: Altonaer Theater, (Gast)
- 1998: Hamburger Kammerspiele, (Gast)
- 1999: Thalia in der Kunsthalle, (Gast)
- 1999: Kampnagel Hamburg, Gast
- 2000–2004: Schauspiel Köln
- 2004: Sophiensaele Berlin, (Gast)
- 2004: Volkstheater Wien, (Gast)
- 2006: Studiobühne Köln, (Gast)
- 2009: Ernst-Deutsch-Theater Hamburg, (Gast)
- 2010–2014: Oldenburgisches Staatstheater
- 2014: Kasemattentheater, Luxemburg, (Gast)
- 2016: Theater Kontraste/ Winterhuder Fährhaus, (Gast)
- 2016: Theatres des Capucins, Luxemburg, (Gast)
- 2017–2023: Ohnsorg-Theater, Hamburg (Gast)
- 2022–2023: Theater Kiel (Gast)

### Eigene Produktionen (Regie, Buch, Produktion)
- 1997: Ausweg (30')
- 2002: Kleine Sünden (45')
- 2004: Symphonie for a devil (4')
- 2005: Mimirsbrunnr (85')
- 2007: MC Beth – Ein HipHop-Musical (Koproduktion mit dem Schauspiel Köln)
- 2008: Illyrium – Musical nach Shakespeares „Was ihr wollt“ (Koproduktion mit dem Schauspiel Köln)
- 2009: R’n’J – Musical nach Shakespeares „Romeo und Julia“ (Koproduktion mit dem Schauspiel Köln)
- 2009: Weitere Aussichten, Kurzfilm. Weltpremiere auf YouTube im September 2009
- 2015: Die Abschaffung, Spielfilm (97')

## Auszeichnungen
- 2000: Ensemble Hauptpreis beim Schauspielschultreffen deutschsprachiger Schauspielschulen, Potsdam
- 2006: Beste Kamera (International Award) für Mimirsbrunnr, New York International Independent Film & Video Festival